# Let It Go (album Willa Younga)
Let It Go – czwarty album brytyjskiego wokalisty popowego Willa Younga. Wydany pod koniec września 2008 r., sprzedał się w nakładzie ponad czterystu pięćdziesięciu tysięcy egzemplarzy i zyskał status platynowej płyty. Był to trzydziesty najlepiej sprzedający się na Wyspach Brytyjskich album w roku 2008.

## Lista utworów

### Wydanie brytyjskie
1. „Changes” − 4:00
2. „Grace” − 4:37
3. „Won't Look Down” − 3:47
4. „Tell Me the Worst” − 3:35
5. „I Won't Give Up” − 4:01
6. „Disconnected” − 3:59
7. „If Love Equals Nothing” − 3:49
8. „Love” − 6:32
9. „Simple Philosophy” − 4:13
10. „Let It Go” − 3:39
11. „Are You Happy” − 2:50
12. „You Don't Know” − 3:15
13. „Free My Mind” − 3:20
14. „This Is Who I Am” − 3:55 (iTunes Exclusive Bonus Track)